# Герб Краснокамского района (Пермский край)
Герб Краснокамского городского округа — официальный символ Краснокамского городского округа Пермского края Российской Федерации.
Ныне действующий герб Краснокамского городского округа утверждён решением Земского Собрания Краснокамского муниципального района от 25 октября 2006 года № 160 «Об утверждении Положения о гербе Краснокамского муниципального района» (в редакции решения Земского Собрания Краснокамского муниципального района от 27 декабря 2007 года № 197) и внесён в Государственный геральдический регистр Российской Федерации с присвоением регистрационного № 3808.

## Описание герба
Основой герба является гербовый щит, в зеленом поле которого серебряная волнистая левая перевязь, окантованная червленью и тонко окантованная золотом. В вольной части — герб Пермского края. Щит увенчан муниципальной короной, установленного образца.

## Символика
- Серебряная волнистая перевязь, окантованная червленью и тонко окантованная золотом, символизирует красу и гордость района — Красную Каму (красивую Каму), на берегу которой расположен город Краснокамск — административный центр Краснокамского муниципального района. Красивая Кама стала основанием для наименования нового города, возникшего при строительстве крупнейшего в России целлюлозно-бумажного комбината.
- Главное изделие комбината — бумага, изображено на гербе Краснокамского муниципального района Пермского края в виде серебряной волнистой ленты, наложенной на червленую.
- Зелёное поле свидетельствует о лесных богатствах Краснокамского муниципального района, подчеркивает изобилие сельскохозяйственной продукции и является символом надежды и радости.
- В соответствии с системой корон, разработанной Геральдическим советом, гербовый щит увенчан золотой короною, утверждающей, что настоящий герб является гербом муниципального района.

## История

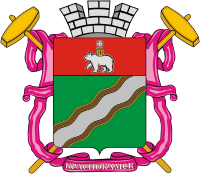
Герб Краснокамска 1999 года, ставший первым гербом Краснокамского района

Первый герб Краснокамского района был утверждён Решением Земского Собрания Краснокамского муниципального района от 25 октября 2006 года № 160 «Об утверждении Положения о гербе Краснокамского муниципального района» и за основу был взят герб Краснокамска 1999 года с небольшими изменениями.
Описание герба: «Гербовый щит, поле зеленое, склонен вправо волнистой червленой перевязью, обрамленной золотыми полосами, на которую наложена волнистая серебряная лента. Во главе щита герб Пермской области, занимающий одну треть по вертикали. Герб Краснокамского муниципального района Пермского края может использоваться и без герба Пермской области. Щит увенчан серебряной короною о трех зубцах. За щитом два накрест положенных золотых молотка, соединенных червленой лентой. Под гербовым щитом на червленой ленте золотыми буквами наименование „Краснокамск“».
Решением Земского Собрания Краснокамского муниципального района от 27 декабря 2007 года № 197 «О внесении изменений в решения Земского собрания Краснокамского муниципального района от 25.10.2006 № 160 „Об утверждении Положения о гербе Краснокамского муниципального района“, от 29.11.2006 N 185 „Об утверждении Положения о флаге Краснокамского муниципального района“» был утверждён герб в новой редакции.
В 2018 году Краснокамский муниципальный район был реорганизован в Краснокамский городской округ, сохранив при этом герб.